# 도라에몽 노비타의 도라비안 나이트
《극장판 도라에몽: 진구의 도라비안 나이트》(일본어: 映画ドラえもん のび太のドラビアンナイト 도라에몬 노비따노 도라비안나이또[*])는 후지코 F. 후지오에 의해 집필되어 《월간 코로코로 코믹》 1990년 9월호부터 1991년 2월호까지 연재된 대장편 도라에몽 시리즈의 작품이자 그것을 원작으로 하여 1991년 3월 9일에 개봉한 도라에몽의 영화 작품이다. 대장편 도라에몽 시리즈 제11작이자 영화 도라에몽 시리즈 제12작이다.
제9회 골든 글로스 상 최우수 금상 수상작이다. 동시상영작은 《도라미짱 아라라♥소년 산적단!》이다.

## 개요
하룬 알라시드 왕의 통치 시대인 794년의 바그다드를 무대로 도라에몽 일행 5명의 활약을 그린 장편 작품이다. 《천일야화》(아라비안 나이트)를 모티브로 하고 있다.
도라에몽, 진구, 만퉁퉁, 왕비실 4명이 포로로 잡혀간 신이슬를 구하는 전개인데 이러한 전개를 담고 있는 대장편 도라에몽 작품은 본작이 유일하다(《노비타의 해저귀암성》에서도 시즈카가 잡혀갔지만 이것은 본인의 의사에 의한 것이기 때문에 사정이 다르다). 영화의 경우 《극장판 도라에몽: 진구의 인어대해전》에서 이 패턴이 사용되었다.
또한 본작에서는 도라에몽이 악역에게 자신의 4차원 주머니를 도둑맞고 주머니에서 〈비밀도구〉 없는 모험이라는 핸디캡을 강요받는다. 도라에몽이 가지고 있는 편리한 도구들을 “거의 통째로” 봉인하는 설정을 이용한 최초의 작품이기도 하다. 따라서 본작에서는 비밀도구 이외에 신밧드가 가진 〈왕의 컬렉션〉이 작중에서 중요한 역할을 맡는 도구가 된다.

## 줄거리
영화는 노진구와 도라에몽이 이야기책 도구를 사용하여 신드바드의 천일야화 이야기를 세 번째로 경험하는 것으로 시작하지만, 노진구는 멀리서 지켜보는 것에 지루함을 느낀다. 그는 신이슬을 다른 이야기책 속으로 초대하려다가 실수로 만퉁퉁과 왕비실을 함께 데려온다. 퉁퉁이와 비실이는 "신선한" 이야기를 만들기 위해 이야기책을 엉망으로 만들고, 이로 인해 노진구와 이슬이는 이슬이가 싫어하는 다양한 이야기들이 뒤섞인 경험을 하게 된다. 떠나려던 이슬이는 신드바드의 마법의 양탄자에 맞아 쓰러져 사막으로 떨어진다. 노진구는 어머니가 바닥에 어질러진 이야기책들을 치우라고 말하자 그제서야 이야기책 밖으로 나와야 했다.
다음 날, 도라에몽은 이슬이가 돌아오지 않았다는 것을 깨닫고 그녀를 찾던 중, 원래의 이야기책이 파괴되고 노진구는 이슬이가 배에서 노예로 잡혀갔다는 꿈을 꾼다. 도라에몽은 천일야화의 세계가 8세기 아바스 칼리파국과 일치한다는 것을 확인한 후, 다른 네 명의 주요 등장인물들은 8세기 하룬 알라시드 칼리프의 통치 기간인 바그다드로 가서 구출 작전을 펼치기로 결정한다. 외국 상인과 하인으로 위장한 노진구, 도라에몽, 퉁퉁, 비실은 카심과 그의 도적들로부터 칼리프 본인에게 구출되고, 그는 그들에게 바스라 항구에서 여행할 수 있는 허가증을 준다. 처음에는 네 명이 안내 지니인 미쿠진과 동행하지만, 미쿠진은 그들이 그의 무능함을 모욕하자 화를 내고 떠나지만 혹시 몰라 그들을 계속 추적한다. 그러나 배를 구입한 후, 그들은 자신을 카심이라고 밝힌 상인에게 배신당해 바다에 던져진다.
아라비아 사막 해안에서 깨어난 네 명은 카심이 도라에몽의 주머니를 가져갔기 때문에 사막을 걸어야 했다. 카심과 그의 부하 두 명도 같은 상황에 처하고 도라에몽의 주머니 속 도구들을 사용하는 방법을 알아내지 못하자 그것을 버린다. 그러나 그들은 신드바드가 지휘하는 거대한 지니에게 구조되는데, 신드바드는 미래에서 온 익명의 시간 여행자가 선물한 사막의 놀라운 도시를 다스리고 있다. 신드바드는 그의 마법 도구들로 노진구 일행이 이슬이를 압딜이라는 도적에게서 구출하는 것을 돕는다. 압딜은 이슬이를 신드바드에게 선물로 바치려 했었다. 복수를 맹세한 압딜은 카심과 그의 부하 두 명을 만나 잃어버린 도시를 찾는다. 압딜이 신드바드의 도시를 방문했을 때 신드바드가 그에게 기억 물약을 마시라고 권했지만 그가 뱉어버렸기 때문에, 그 도시의 위치를 기억하는 유일한 방문객이었음이 드러난다.
비밀 통로를 통해 도착한 압딜과 카심은 신드바드에게 주어진 도시로 재빨리 들어가고, 신드바드를 가두려 한다. 일단 그들이 안에 들어서자, 두 그룹은 거대한 지니를 차지하기 위해 경쟁하고 압딜이 지니를 얻어 도라에몽 일행에게 사용하여 그들을 가둔다. 미쿠진은 사막에서 회수한 도라에몽의 주머니를 가지고 돌아와 일행을 돕고, 그들은 탈출하지만 타임 홀이 있는 곳을 지나쳐 다시 갇힌다. 도시 밖에서 신드바드는 모든 희망을 잃지만, 주인공들이 그에게 과거의 사람처럼 행동하라고 말하자 희망을 되찾는다. 일행은 결국 다시 안으로 들어가는 데 성공하여 압딜과 카심을 모두 물리치고 도시를 되찾으며 이번에는 그들의 기억이 제대로 지워진다. 신드바드가 기억 물약으로 그들의 기억을 지우지 않고 남아달라고 제안했음에도 불구하고, 노진구와 그의 친구들은 현재로 돌아가기 전에 그에게 작별 인사를 한다. 그러나 그들은 모두 엔딩 크레딧에서 미쿠진과 함께 다시 놀기 위해 돌아온다.

## 목소리 출연

### 일본어 원어
- 도라에몽 - 오오야마 노부요
- 노비타 - 오하라 노리코
- 시즈카 - 노무라 미치코
- 자이언 - 다데카베 가즈야
- 스네오 - 기모쓰기 가네타
- 노비타의 엄마 - 지지마쓰 사치코
- 시즈카의 엄마 - 마쓰바라 마사코
- 스네오의 엄마 - 오오토리 요시노

### 한국어 더빙
- 도라에몽 - 윤아영
- 노진구 - 김정아
- 신이슬 - 조현정
- 만퉁퉁 - 최낙윤
- 왕비실, 순이음 - 이현주
- 오진숙 - 임은정

## 같이 보기
- 도라에몽의 영화 작품
- 애니메이션 영화